# Квинт Минуций Руф
Квинт Минуций Руф (на латински: Quintus Minucius Rufus) e политик на Римската република през края на 3 и началото на 2 век пр.н.е.
През 201 пр.н.е. той е плебейски едил и през 201 пр.н.е. претор, през 200 пр.н.е. получава за управление провинция Брутия.
През 197 пр.н.е. Минуций е избран за консул заедно с Гай Корнелий Цетег и води война против боиите. Чества частен триумф на Монт Алба.
През 189 пр.н.е. е в комисията, изпратена в Азия до Антиох III Велики. През 186 пр.н.е. той участва в издаването на сенатското решение за забрана на Bacchanalien-празненства (Senatus consultum de Bacchanalibus) в Рим и околностите и прекратени (намерена е табелката от 7 октомври 186 пр.н.е.). През 183 пр.н.е. е посланик в Галия.